# Ivan Gamberini
Ivan Gamberini (Ravenna, 20 agosto 1967) è un ex calciatore italiano, di ruolo portiere.

## Carriera
Cresciuto nel Bologna, inizia a giocare in Serie C2 con Riccione ed Ospitaletto, mentre nel 1990-1991 gioca la sua prima stagione in Serie B con la maglia del Brescia (13 presenze). Due anni dopo gioca ancora in seconda serie nel Taranto (6 presenze).
Nel 1994-1995 - a 27 anni - arriva a giocare in Serie A con il Brescia, disputando 2 partite in massima serie.
Chiude la carriera nel quarto e quinto livello del calcio italiano.

## Palmarès

### Club

#### Competizioni nazionali
- Serie D: 1

Valenzana: 2000-2001